# Chloropsis aurifrons
Il tordo del Malabar o fogliarolo frontegialla (Chloropsis aurifrons (Temminck, 1829)) è un uccello passeriforme della famiglia Chloropseidae.

## Etimologia
Il nome scientifico della specie, aurifrons, significa "dalla fronte dorata" in latino, ed è un chiaro riferimento alla livrea di questi uccelli.

## Descrizione

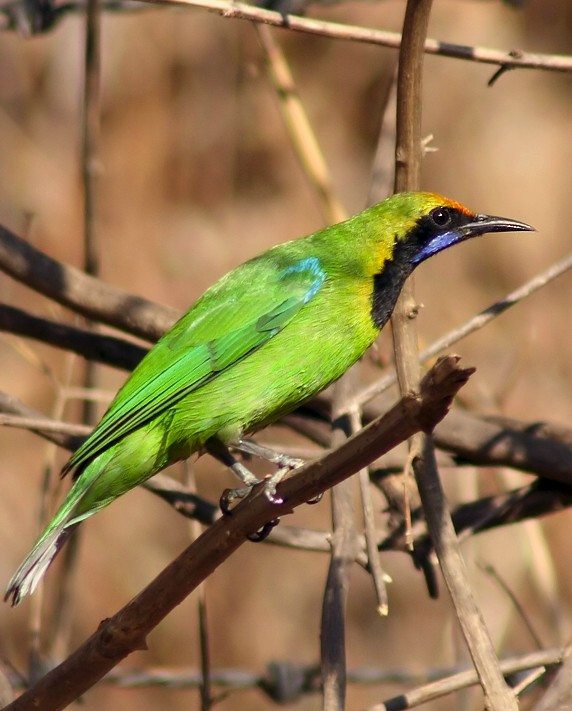
Esemplare nei pressi di Pune.

### Dimensioni
Misura 17-19 cm di lunghezza.

### Aspetto
Si tratta di uccelli dall'aspetto robusto, muniti di becco conico e allungato, ali arrotondate, coda dall'estremità squadrata e zampe forti.
Il piumaggio presenta dimorfismo sessuale: nei maschi la livrea è quasi completamente di colore verde brillante, con riflessi azzurri nell'area scapolare e sulle remiganti e con tendenza ad assumere sfumature gialle su petto e ventre. La gola, le guance e l'area fra becco e occhi sono di colore nero, con un vistoso mustacchio di colore blu-violetto ai lati del becco: l'area nera è orlata di giallo che, come intuibile dal nome scientifico, sulla fronte sfuma nell'arancio-dorato. La coda è nerastra, con superficie inferiore di colore bianco-grigiastro.

Nelle femmine la colorazione verde è più opaca, e l'area nera è sbiadita e poco estesa, limitandosi all'area alla base del becco, mancando inoltre delle aree blu e giallo-arancio su gola e fronte.
Il becco e le zampe sono nerastri, mentre gli occhi sono di colore bruno scuro.

## Biologia

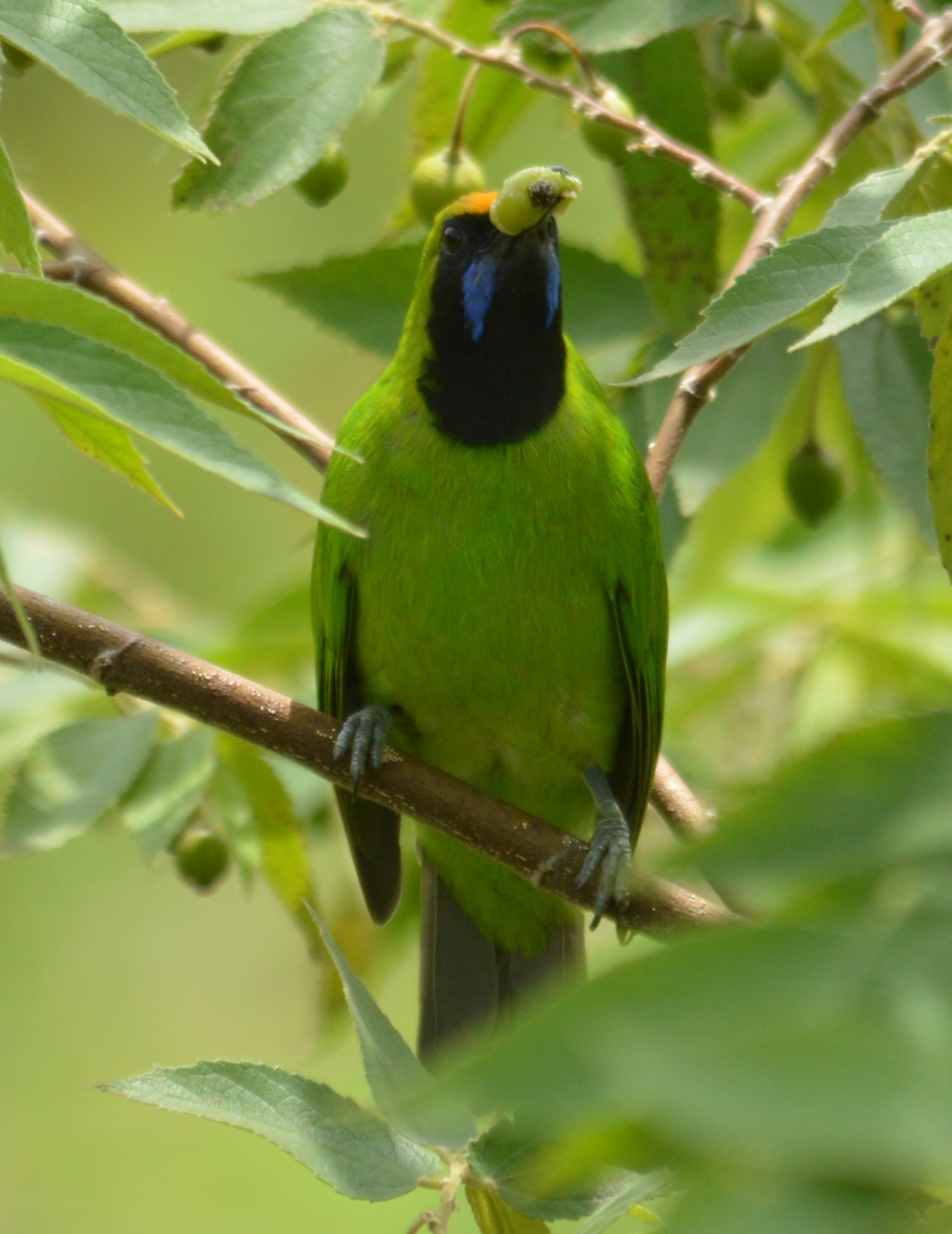
Maschio si nutre nel parco nazionale di Nagarhole.

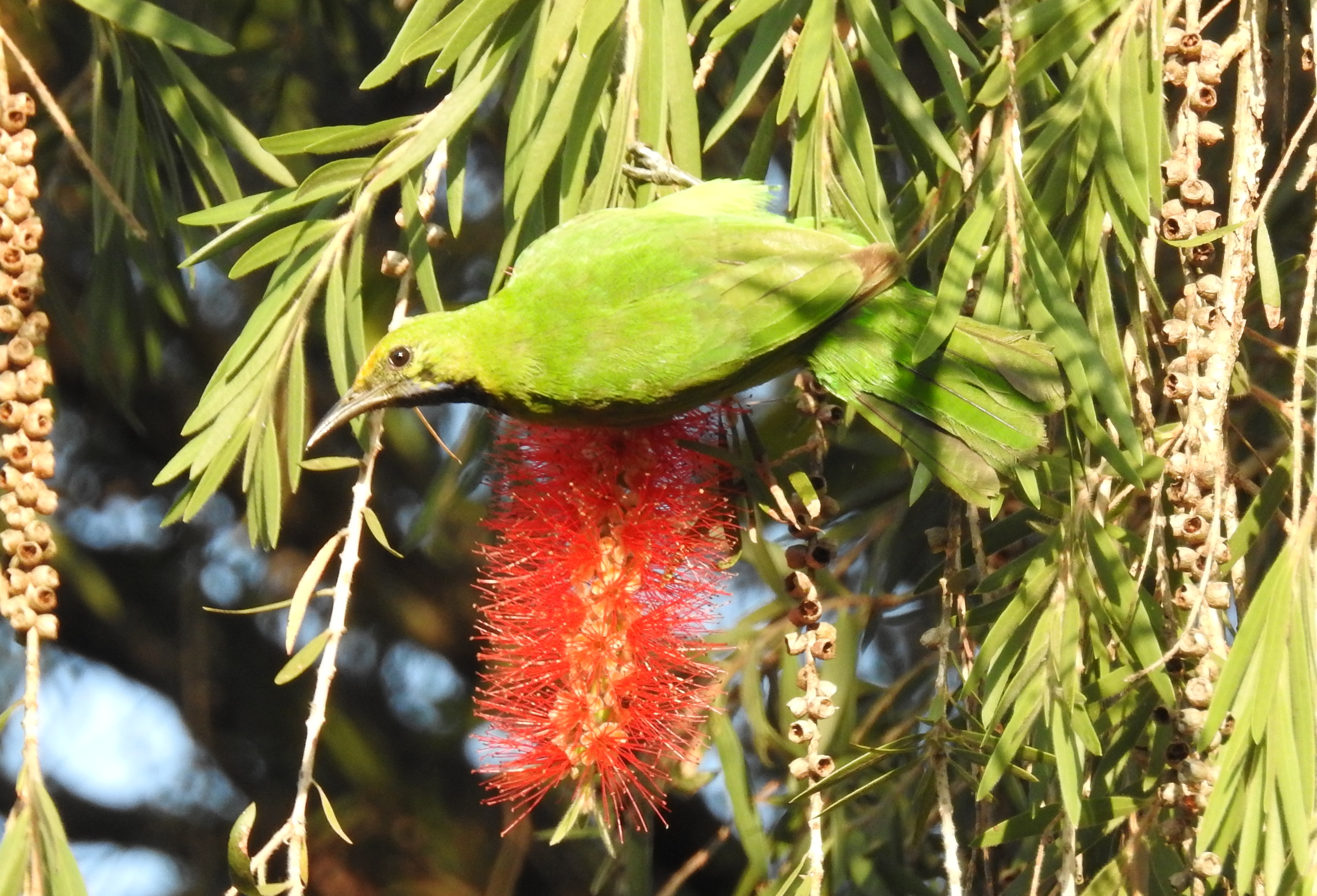
Femmina nel Karnataka.

Si tratta di uccelli tendenzialmente solitari (che però possono essere osservati durante il periodo degli amori anche in coppie o in gruppetti familiari composti da una coppia e dai giovani ancora immaturi dell'ultima covata), dalle abitudini di vita diurne, che talvolta si aggregano a stormi misti in compagnia con altre specie affini, passando la maggior parte della giornata alla ricerca di cibo nella canopia.
Il richiamo del tordo del Malabar è formato da 2-3 versi acuti e stridenti, intervallati da note più basse e fischiate: questi uccelli, inoltre, sono rinomati imitatori dei canti degli altri uccelli.

### Alimentazione

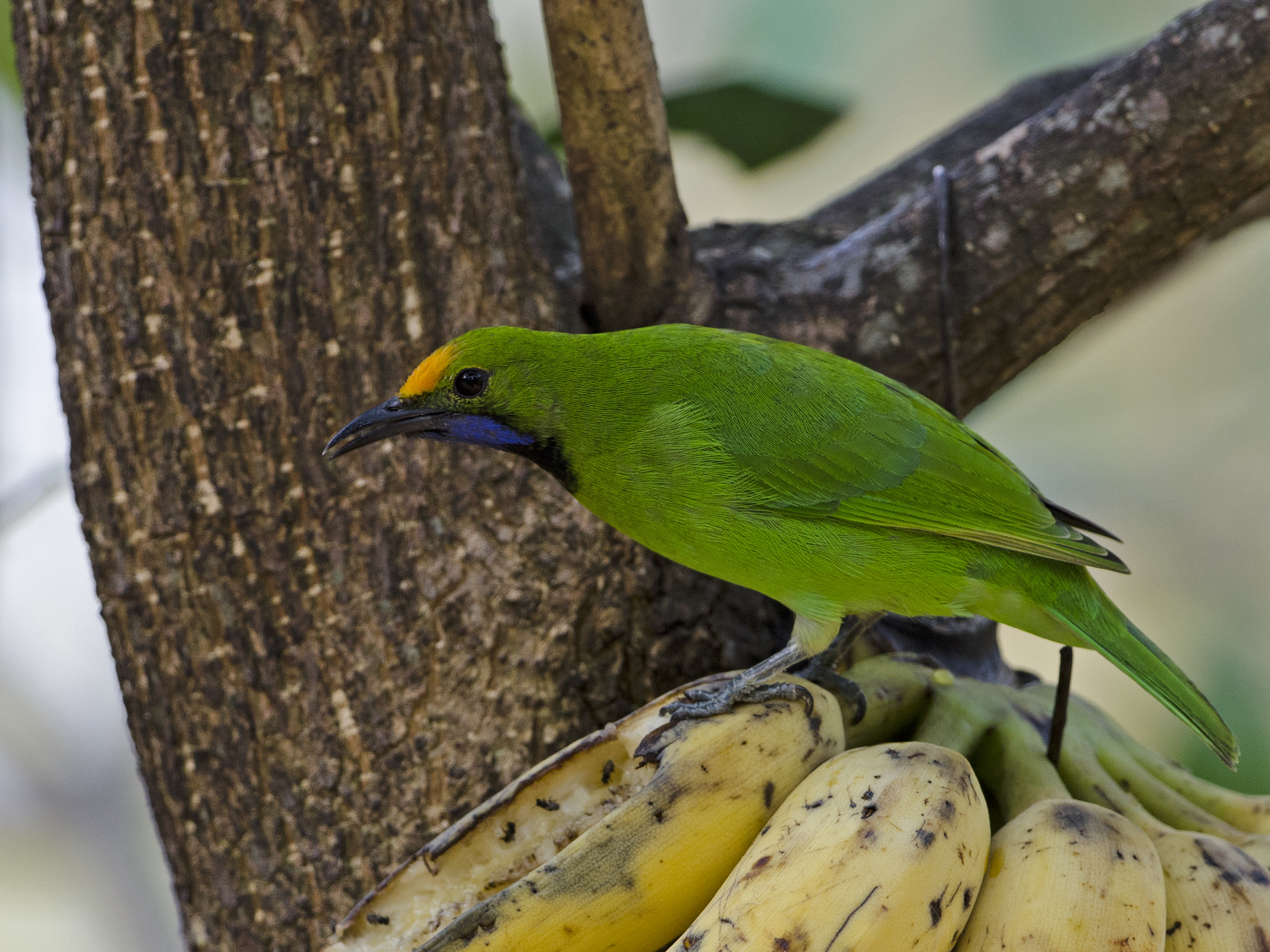
Maschio si alimenta nel parco nazionale di Kaeng Krachan.

Il tordo del Malabar è un uccello onnivoro, che si nutre indifferentemente di frutta e invertebrati, nonché di nettare, a seconda della reperibilità, cercando il cibo fra i rami della canopia, spesso appendendosi a testa in giù o in altre posizioni acrobatiche.

### Riproduzione
Questi uccelli sembrano essere in grado di riprodursi durante tutto l'arco dell'anno, con picchi delle deposizioni tra febbraio e agosto: si tratta di uccelli monogami, nei quali la femmina si occupa di costruire il nido (una coppa di fibre vegetali appesa alla punta di un ramo alto di un albero) e di covare le 2-3 uova rosate per circa due settimane, mentre il maschio rimane di guardia nei pressi del nido e si occupa di nutrire la compagna durante la cova e di collaborare con lei all'allevamento dei pulli, che si rendono indipendenti a circa un mese e mezzo dalla schiusa.

## Distribuzione e habitat

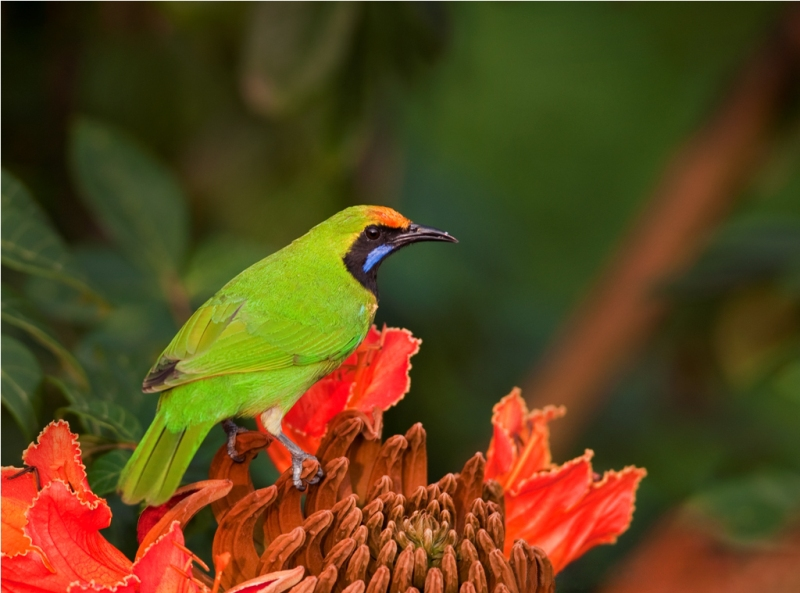
Esemplare nel distretto del Kannada Settentrionale.

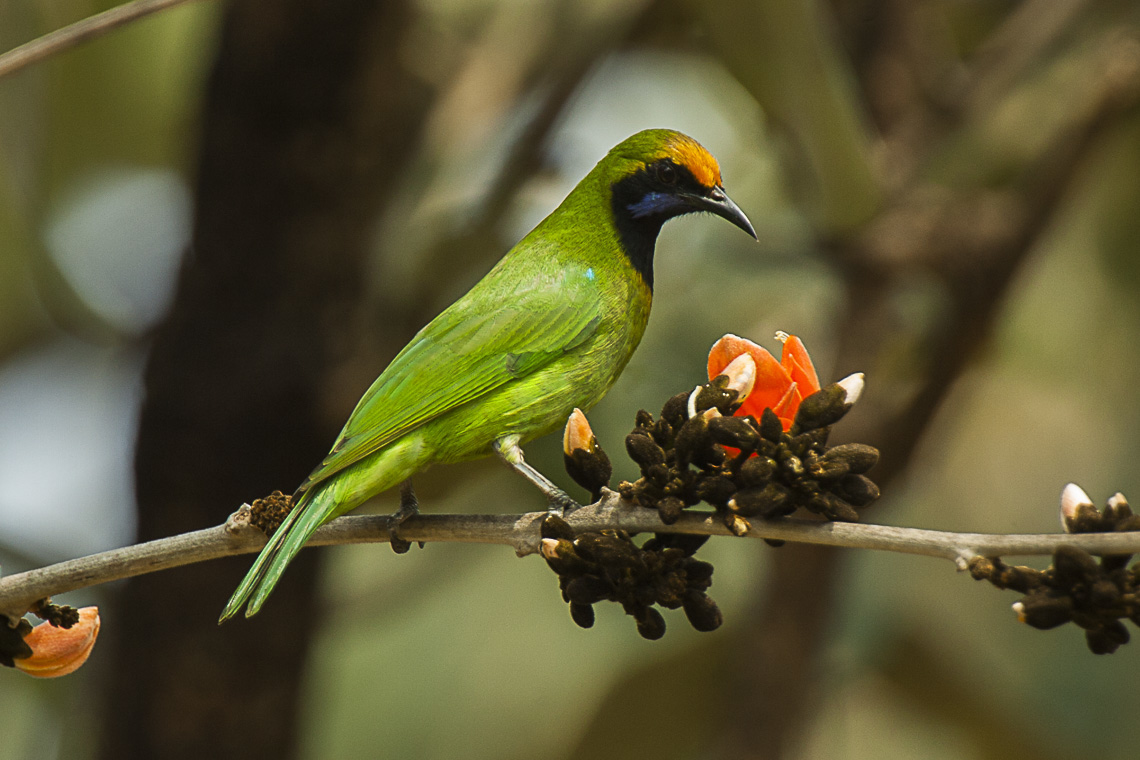
Esemplare in natura.

Il tordo del Malabar, a dispetto del nome comune, occupa un ampio areale che si estende dalle pendici meridionali dell'Himalaya ad est dell'Himachal Pradesh all'Indocina, attraverso Nepal, Bhutan, Sikkim, Tibet sud-orientale, Sichuan sud-occidentale, Birmania (tranne il Tenasserim) e Thailandia centrale e settentrionale: la specie è inoltre presente in India orientale e nord-orientale, sel sud, lungo la costa occidentale e in Sri Lanka.
Il suo habitat è rappresentato dalla foresta umida di latifoglie, sia decidua che sempreverde.

## Tassonomia
Se ne riconoscono sei sottospecie:

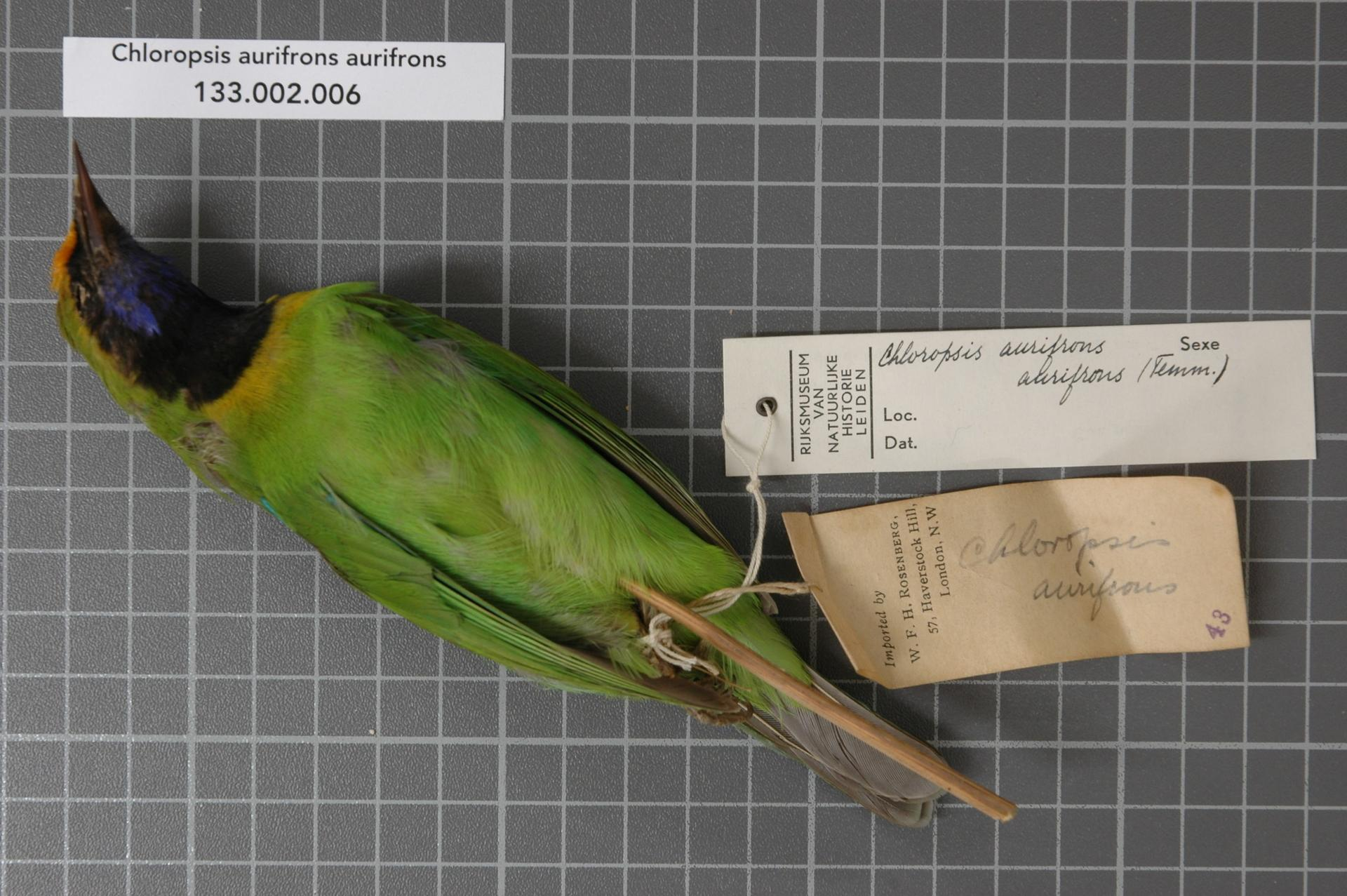
Maschio impagliato della sottospecie nominale.

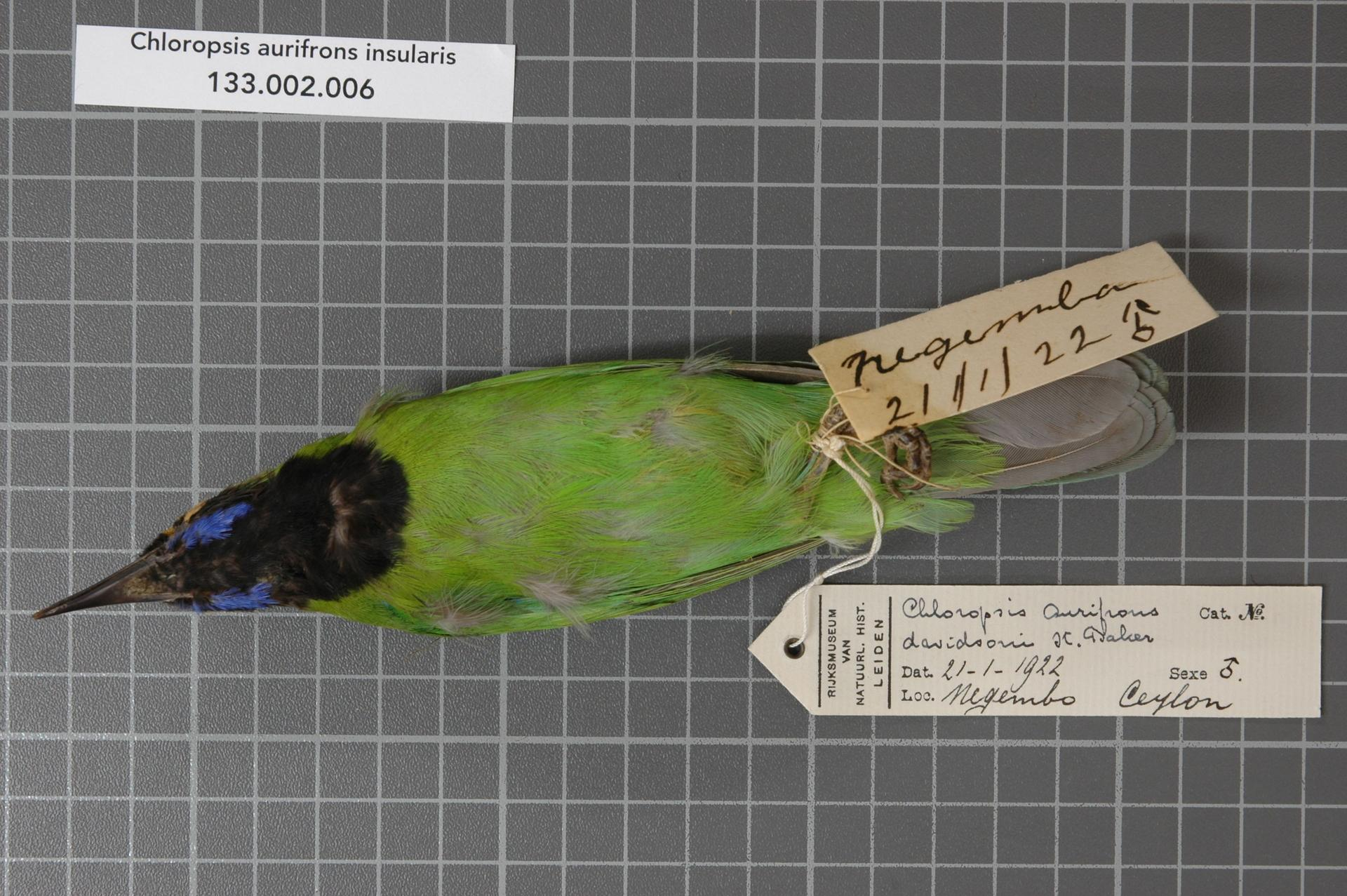
Maschio impagliato della sottospecie insularis.

- Chloropsis aurifrons aurifrons  (Temminck, 1829) - la sottospecie nominale, diffusa alle pendici dell'Himalaya dall'Himachal Pradesh alla Birmania centrale, oltre che in India orientale dall'Assam all'Orissa;
- Chloropsis aurifrons frontalis (Pelzeln, 1856) - diffusa in India centrale, dal Gujarat meridionale all'Orissa centrale;
- Chloropsis aurifrons insularis Whistler & Kinnear, 1932 - diffusa in Tamil Nadu e in Sri Lanka;
- Chloropsis aurifrons pridii Deignan, 1946 - diffusa dallo Yunnan sud-occidentale al Laos centrale;
- Chloropsis aurifrons inornata Kloss, 1918 - diffusa in Thailandia centro-settentrionale, Laos meridionale, sud del Tonchino e Annam;
- Chloropsis aurifrons incompta Deignan, 1948 - diffusa in Thailandia centrale, Cambogia e Cocincina;

La sottospecie insularis è sorella rispetto a tutte le altre, e secondo alcuni autori potrebbe essere elevata al rango di specie a sé stante, come accaduto recentemente col fogliarolo di Sumatra.